# 澄塘镇
澄塘镇，是中华人民共和国江西省宜春市宜丰县下辖的一个乡镇级行政单位。

## 行政区划
澄塘镇下辖以下地区：
澄塘集镇社区、毛家村、钩下村、牌楼村、高坪村、桥下村、名山村、澄塘村、大厦村、高枧村、彭源村、茜坑村、黄坪村、故村、秀溪村、水东村、黄梅村、枥下村、英村、茜港村、沙湾村、柏树村和新安村。